# Molophilus (Molophilus) khasicus
Molophilus (Molophilus) khasicus is een tweevleugelige uit de familie steltmuggen (Limoniidae). De soort komt voor in het Oriëntaals gebied.